# 畠山清二
畠山 清二（はたけやま せいじ、1922年3月28日 - 1988年6月7日）は、日本の経営者。荏原製作所社長を務めた。東京都出身。

## 経歴・人物
1942年に山梨高等工業学校工作機械科を卒業し、同年に荏原製作所に入社。1958年12月に取締役に就任し、常務、専務を経て、1976年4月に副社長に就任し、同年12月には社長に昇格。
1988年6月7日心不全のために死去。66歳没。